# Pimp
Pimp è un film del 2018 diretto da Christine Crokos.

## Trama
The Bronx, New York. Wednesday si prende cura della sua ragazza Nikki e di sua madre Mae tossicodipendente e prostituta. Wednesday è una giovane spacciatrice e magnaccia che sogna una nuova vita per sé e le sue donne, lontano dalle strade del Bronx. Ma il suo destino si complica quando incontra Destiny, una spogliarellista protetta da un magnaccia che ingaggerà con lei una feroce battaglia per la sopravvivenza.

## Accoglienza

### Critica
Sull'aggregatore di recensioni Rotten Tomatoes, il film detiene un indice di gradimento del 56% basato su nove recensioni, con una valutazione media di 6,4/10. Su Metacritic, ha un punteggio medio ponderato di 44 su 100, basato su quattro critici, che indica "recensioni miste o medie".